# Miguel Ángel Brau Puente
Miguel Ángel Brau (Cartagena, 21 de juny de 1975) és un exfutbolista murcià, que jugava com a defensa central.

## Trajectòria
Format a les categories inferiors del Cartagena FC, en juvenils (92/93) fitxa per l'Albacete Balompié. Després de passar també pel juvenil manxec i pel filial, l'Hellín Deportivo, la temporada 95/96 debuta amb l'Albacete tot jugant quatre partits en primera divisió. A l'any següent, va combinar també l'estada entre el primer equip i l'Hellín, encara que només va saltar al camp una vegada amb l'Albacete, ara en Segona Divisió.
L'estiu de 1997 recala al filial de l'Atlètic de Madrid, amb qui juga 14 partits a la categoria d'argent. La 98/99 la passa entre el Cartagonova i la UD Horadada. A partir de la temporada 99/00 es va fer un lloc al Cartagonova, on va ser titular els tres anys que hi va romandre, a la Segona B. La temporada 02/03 fitxa per la UE Figueres, on compleix dues temporades quelcom irregulars. I a l'estiu del 2004 retorna a la UD Horadada, amb qui disputarà dues campanyes més abans de retirar-se el 2006.